# خليل بودراع
خليل بودراع (3 يناير 1964 المغرب) هو لاعب كرة قدم مغربي.

## روابط خارجية
- خليل بودراع على موقع قاعدة بيانات كرة القدم.إي يو (الإنجليزية)